# Klosjöns naturreservat
Klosjön är en sjö och ett naturreservat i Källeryds socken i Gnosjö kommun i Jönköpings län.

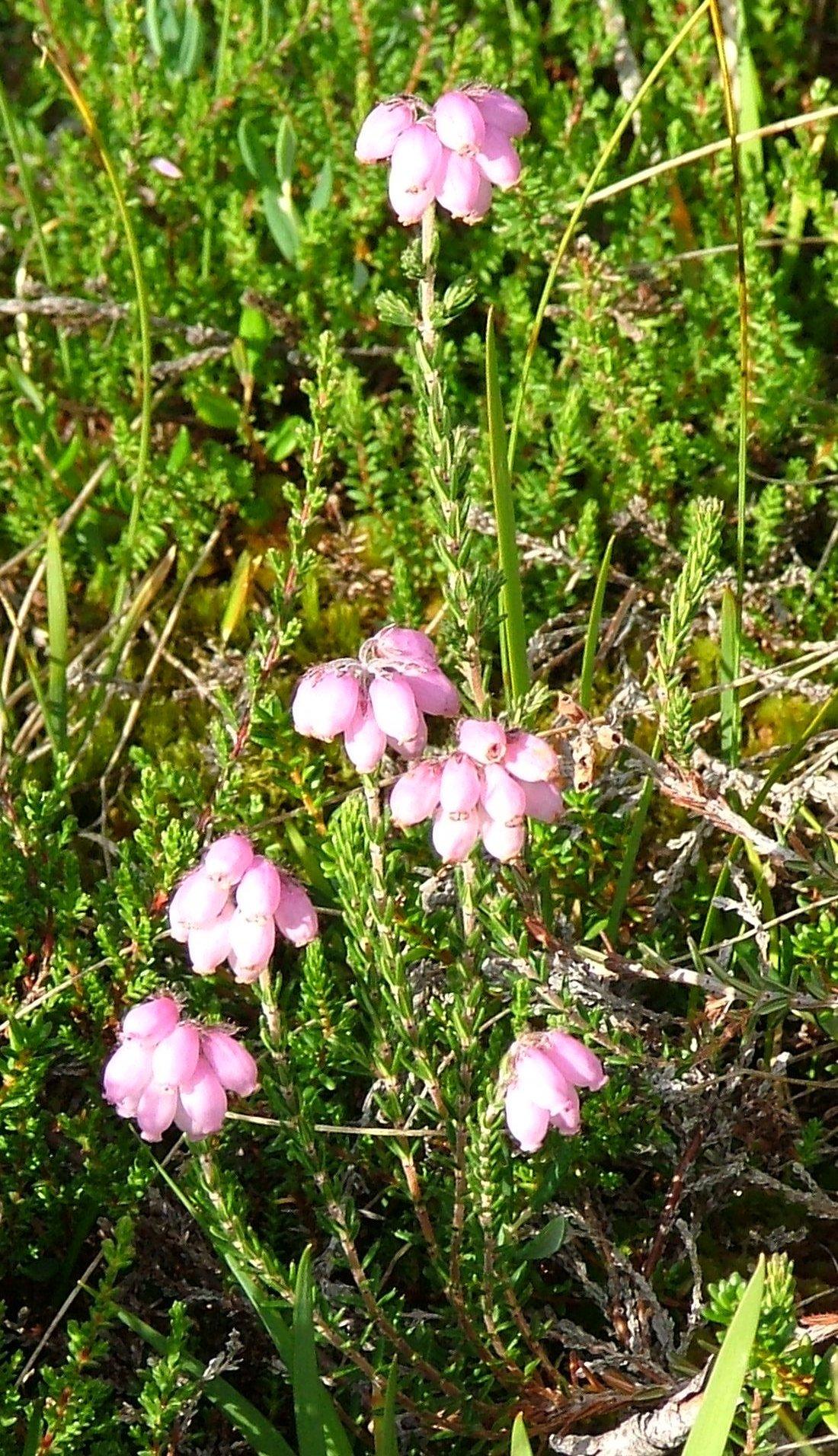
Klockljung

Naturreservatet omfattar 67 hektar och är skyddat sedan 2012. Området är beläget 4 km nordost om Källeryds kyrka och består av barrblandskog, tallsumpskog, mosse samt sjöar.
Den södra delen av området utgörs av den öppna Hanabomossen där det växer med martallar, vitmossor och klockljung. Där finns även öar av fastmark med mycket gamla tallar. Dessa har bedömts vara ända upp till 400 år gamla. De norra och mellersta delarna domineras av sjöarna Klosjön och Skärgölen med omgivande barrblandskog och tallsumpskog. I området finns det gott om död ved i olika nedbrytningsstadier.
I denna miljö trivs orre, enkelbeckasin, trana, ängspiplärka och i hålträden sparvuggla och pärluggla. I området finns en känslig lav- och mossflora med bland andra vedtrappmossa, långfliksmossa, stor revmossa, västlig hakmossa, kattfotslav och vedticka.
I Klosjön finns det både abborre, gädda och mört.